# ボタフメイロ

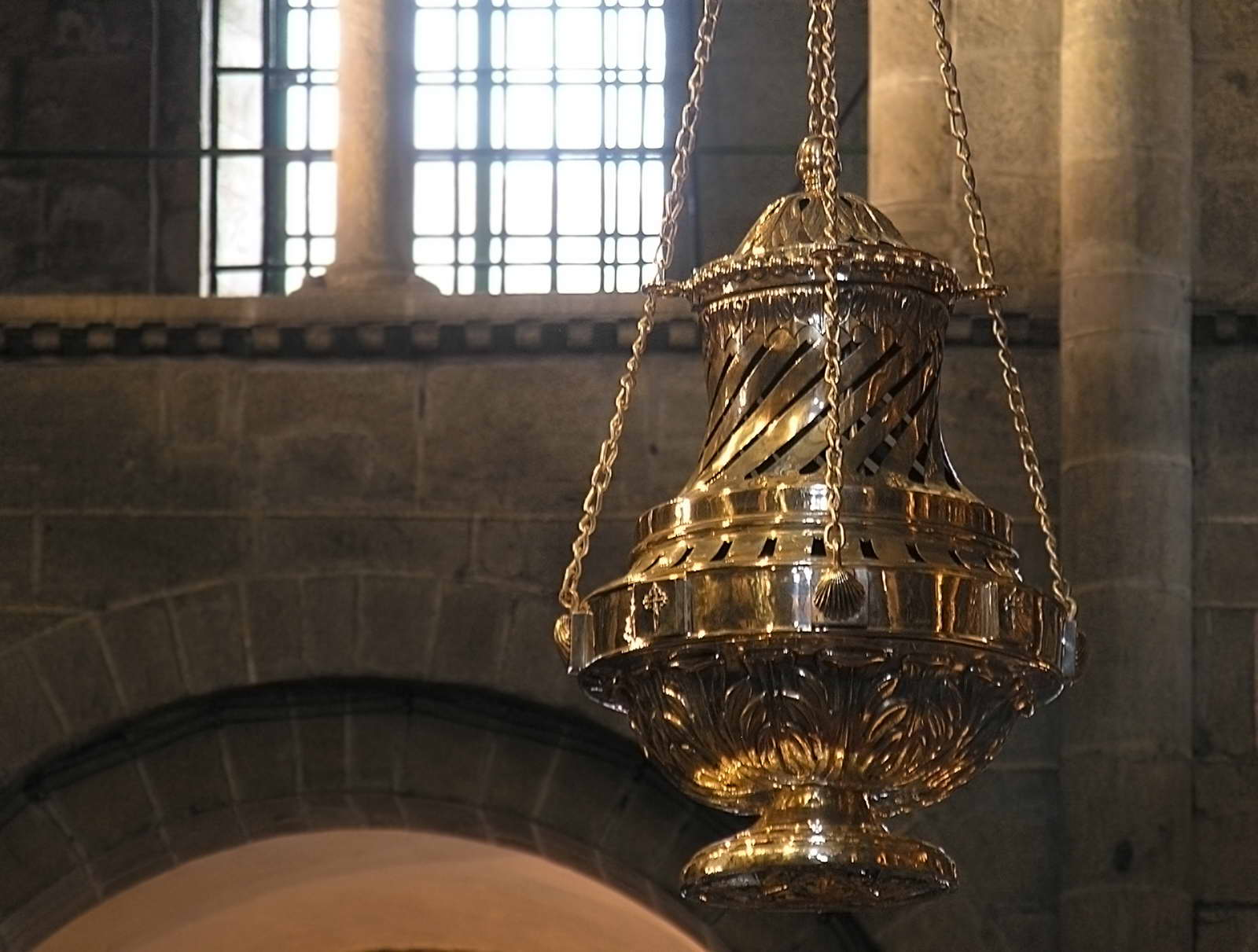
ボタフメイロ

ボタフメイロ（botafumeiro）はスペインガリシア州のサンティアゴ・デ・コンポステーラにあるサンティアゴ巡礼路の目的地である大聖堂に存在する著名な巨大振り香炉。この香炉は焚いた香を入れた後、聖堂内を振り子のように振る儀式に使われている。「ボタフメイロ」とはガリシア語で「煙を吐き出すもの」を意味している。

## 解説

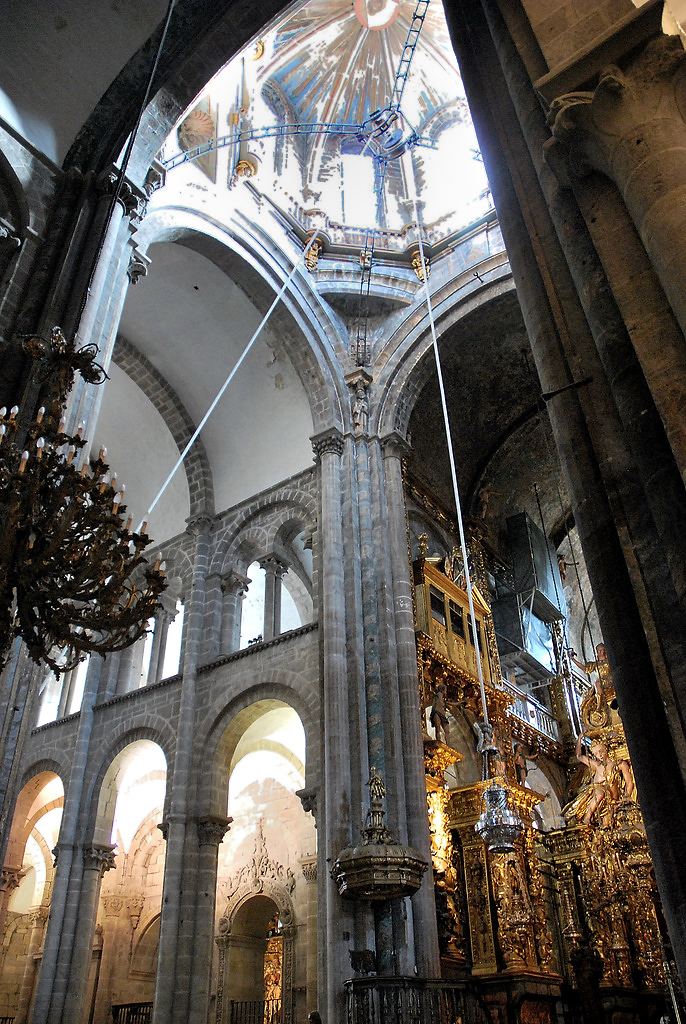
大聖堂天井の滑車に繋がれたボタフメイロ。

サンティアゴ・デ・コンポステーラ大聖堂のボタフメイロは世界で最も大きな香炉の一つで、重量は80kg、高さが1.60mある。現在のボタフメイロは黄銅の合金と青銅で作られ、20µmの銀でめっきされている。金色の光沢がある。1851年に金銀細工師のJosé Losadaが制作した。
通常は教会の展示室に置かれているが、重要な宗教儀式が行われる際には大聖堂に運ばれて滑車から伸びるロープに繋げられる。現在の滑車は1604年に設置されたもの。
ロープは20年程度で交換されている。現在は以前より太いロープが使われるようになったため、摩擦による摩耗が強くなり寿命が短くなっている。2004年のロープ交換も当初の予想よりも早めに行われた。2004年以前のロープは麻やエスパルトと呼ばれる草を使い、スペイン西端の都市ビーゴで作られていた。2004年からは人工繊維が用いられている。
ボタフメイロの他にも「La Alcachofa」（アーティチョーク）又は「La Repollo」（キャベツ）と呼ばれる銀色の吊り香炉があり、ミサによってはこちらが使われる場合がある。こちらは1971年にマドリードのLuis Molina Acedo工房の工芸家によって製作された。

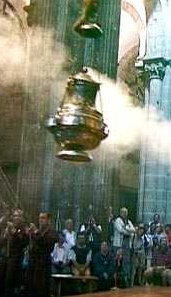
ボタフメイロが振られ、香を群衆に振りまいている様子。

ボタフメイロやAlcachofaには40kgの炭と香がシャベルを用いて充填される。ロープは外れないように複雑な結び方でボタフメイロと繋ぐ。香炉を振る時は、初めは人力で香炉を押して始まる。「Tiraboleiros」と呼ばれる8人の赤いローブを着た男性がロープを引っぱり、徐々に香炉の振り幅が大きくなっていく。振りによって翼廊の天井近くまで香炉は届くほどになる。この時のスピードは68km/hにも達し、聖堂に集った民衆に香が行き届くようになる。
スイングの最高潮ではボタフメイロが21mの高さまで上り、翼廊両端にほぼ達する65mの弧を描く。最大角は82°。最大の振り幅はおおよそ17サイクル目で到達し、開始から80秒ほどかかる。
儀式には毎回250€がかかる。高価ではあるものの、訪れる巡礼者や旅人、観覧者は絶えない。

## 歴史

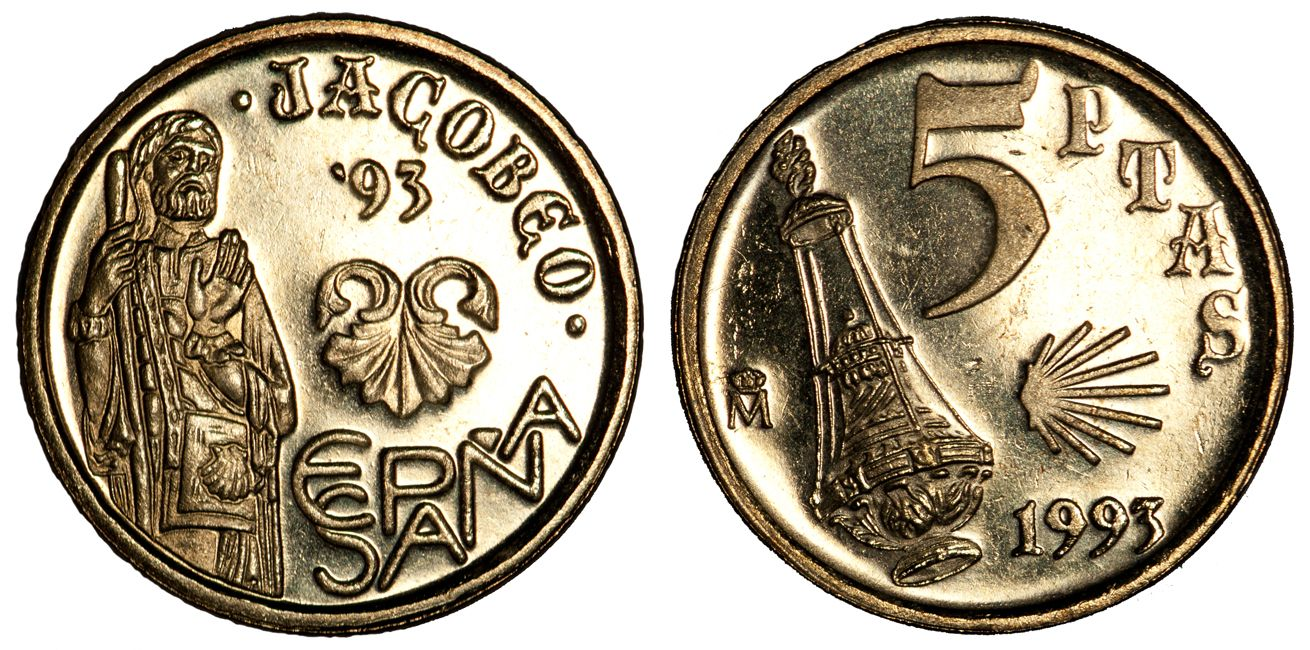
ユーロ導入前に使われていた5ペセタ硬貨。裏面にボタフメイロが描かれている。

伝承では、11世紀にサンティアゴ・デ・コンポステーラ大聖堂にて振り香炉が使われ始めたとされる。大聖堂に到着した巡礼者は疲労し不潔な状態の者が殆どであった。ペストや伝染病が猛威を振るった時代に、香は病の予防効果があると信じられていた。
13世紀に滑車の機構が取り替えられ、それまで1.5m程度であった振り幅が大きく伸び、Tiraboleirosによってロープを引っ張るようになった。
15世紀にルイ11世 (フランス王) が教会に寄付を行い、1554年に新しい銀の香炉が使われ始めた。装飾で名高かったこの香炉は、スペイン独立戦争 (1808–1814) の際にナポレオンの軍勢によって1809年4月に持ち去られてしまった。1851年になりLosadaの制作した現在のボタフメイロが代わりに据えられた。
使用開始から155年経過した2006年に修復が行われ、へこみや亀裂の修復と、銀の再めっきが行われた。
2018年、スペインの香水・皮革メーカー、カルナー・バルセロナは、香炉に捧げられた香水「ボタフメイロ」を発売しました。この香りのメインノートは、お香です。

## 事故
過去、ボタフメイロのスイングによって数件の事故が発生している。ロープから外れてしまうためにフックの付いたロープが使われた時期もあったとされる。
著名なものの一つにキャサリン・オブ・アラゴン来訪時の事件がある。アーサー王太子との婚姻に向けた旅の途中であった1499年に妃は大聖堂を訪れていた。その際にボタフメイロが聖堂の高窓を破って飛び出してしまった。この時は人的被害がなかったとされる。
1622年、1925年、1937年には、ロープとボタフメイロを繋ぐ器具が破損する事故が起きている。1622年にはボタフメイロが Tiraboleiros の傍に落下した。1937年7月にもボタフメイロが落下し、燃えた石炭が地面にまき散らされる事故が発生している。
現在では対策として「セイラーズノット」でボタフメイロは繋がれている。

## ボタフメイロの重量
ボタフメイロの重量は、レポートによって大きく差がある。様々な儀式で使われ、内容により中に入れる香の量に差があるためとされる。これまでに報告された例は以下。
- 87 kg[18]
- 50 kg[19]
- 53 kg[20]
- 80 kg[21]
- 80 kg[6]
- 60 kg[22]
- 160 kg[23]